# إرشاد نفسي
الإرشاد النفسي هو فرع من فروع علم النفس التطبيقي، وهو علاقة مهنية بين طرفين أحدهما متخصص وهو المرشد النفسي، والذي يسعى إلى مساعدة الطرف الآخر وهو صاحب المشكلة في موقف الإرشاد. كما أن الإرشاد النفسي لا يعني تقديم خدمات جاهزة لصاحب المشكلة ولكنه يهدف إلى تبصير صاحب المشكلة بمشكلته، وإعادة تقييم قدراته وإمكاناته وتشجيعه على إتخاذ القرار المناسب.

## أهميه الإرشاد النفسي
- يشير إلى المساعدة التي تقدم للأفراد لإختيار مايناسبه على أسس سليمة.
- يحقق التوافق في مجالات مختلفة في الحياة.
- يقوم على الإقناع بأن القدرة على إختيار أساليب الحياة ليس شيئاً موروثاً وإنما شأنه شأن سائر القدرات الإنسانية التي تحتاج إلى تنمية.[2]

## تقديم خدمات إرشادية للأطفال
ومن المشكلات التي يتعرضون لها مشكلات التغذية، مشكلات انفعالية، مشكلات اجتماعية، مشكلات مص الأصابع وقضم الأظافر. 

## أهداف الإرشاد وغاياته
1. تحقيق الصحة النفسية.
2. تحقيق الذات.
3. تحقيق التوافق، وينقسم إلى:

1. تحقيق التوافق الشخصي.
2. تحقيق التوافق التربوي.
3. تحقيق التوافق الاجتماعي.

## مواضيع ذات صلة
- إرشاد أسري
- برامج التأهيل للزواج